# United States Atlantic Command
L'United States Atlantic Command (littéralement « Commandement Atlantique des États-Unis », acronyme de 1947 à 1993 USLANTCOM, après 1993 USACOM) était un  Unified Combatant Command des forces armées des États-Unis. Créé en 1947, il est renommé United States Joint Forces Command en 1999 afin de développer et tester de nouveaux concepts opérationnels, avant sa dissolution en 2011 pour motif budgétaire. Jusqu'en 1992, son commandant est également celui du United States Fleet Forces Command.

## Commandants
| No. | Portrait | Nom                            | Début             | Fin               | Notes                                                                                           |
| --- | -------- | ------------------------------ | ----------------- | ----------------- | ----------------------------------------------------------------------------------------------- |
| 1.  |          | Adm. William H. P. Blandy, USN | 3 février 1947    | 1er février 1950  | [ 1 ]                                                                                           |
| 2.  |          | Adm. William M. Fechteler, USN | 1er février 1950  | 15 août 1951      |                                                                                                 |
| 3.  |          | Adm. Lynde D. McCormick, USN   | 15 août 1951      | 12 avril 1954     |                                                                                                 |
| 4.  |          | Adm. Jerauld Wright, USN       | 12 avril 1954     | 28 février 1960   |                                                                                                 |
| 5.  |          | Adm. Robert L. Dennison, USN   | 28 février 1960   | 30 avril 1963     |                                                                                                 |
| 6.  |          | Adm. Harold P. Smith, USN      | 30 avril 1963     | 30 avril 1965     |                                                                                                 |
| 7.  |          | Adm. Thomas H. Moorer, USN     | 30 avril 1965     | 17 juin 1967      |                                                                                                 |
| 8.  |          | Adm. Ephraim P. Holmes, USN    | 17 juin 1967      | 30 septembre 1970 |                                                                                                 |
| 9.  |          | Adm. Charles K. Duncan, USN    | 30 septembre 1970 | 31 octobre 1972   |                                                                                                 |
| 10. |          | Adm. Ralph W. Cousins, USN     | 31 octobre 1972   | 30 mai 1975       |                                                                                                 |
| 11. |          | Adm. Isaac C. Kidd Jr., USN    | 30 mai 1975       | 30 septembre 1978 |                                                                                                 |
| 12. |          | Adm. Harry D. Train II, USN    | 30 septembre 1978 | 30 septembre 1982 |                                                                                                 |
| 13. |          | Adm. Wesley L. McDonald, USN   | 30 septembre 1982 | 27 novembre 1985  |                                                                                                 |
| 14. |          | Adm. Lee Baggett Jr., USN      | 27 novembre 1985  | 22 novembre 1988  |                                                                                                 |
| 15. |          | Adm. Frank B. Kelso II, USN    | 22 novembre 1988  | 18 mai 1990       |                                                                                                 |
| 16. |          | Adm. Leon A. Edney, USN        | 18 mai 1990       | 13 juillet 1992   |                                                                                                 |
| 17. |          | Adm. Paul D. Miller, USN       | 13 juillet 1992   | 31 octobre 1994   |                                                                                                 |
| 18. |          | Gen. John J. Sheehan, USMC     | 31 octobre 1994   | 24 septembre 1997 |                                                                                                 |
| 19. |          | Adm. Harold W. Gehman Jr., USN | 24 septembre 1997 | 7 octobre 1999    | Il continue à servir comme commandant de l'U.S. Joint Forces Command jusqu'au 5 septembre 2000. |